# Список нагород і номінацій Сари Полсон
Сара Полсон — американська акторка театру, кіно та телебачення. Лауреатка премій «Золотий глобус» (2017), «Еммі» (2016), премії Гільдії кіноакторів США (2017), а також трьох премій «Вибір телевізійних критиків» (2013, 2015, 2016).

## Головні нагороди

### Вибір критиків
| Рік                          | Категорія                                                   | Робота                                                      | Результат                   | Ref.                        |
| Кінопремія «Вибір критиків»  | Кінопремія «Вибір критиків»                                 | Кінопремія «Вибір критиків»                                 | Кінопремія «Вибір критиків» | Кінопремія «Вибір критиків» |
| ---------------------------- | ----------------------------------------------------------- | ----------------------------------------------------------- | --------------------------- | --------------------------- |
| 2014                         | Найкращий акторський склад                                  | 12 років рабства                                            | Номінація                   | [ 1 ]                       |
| 2018                         | Найкращий акторський склад                                  | Секретне досьє                                              | Номінація                   | [ 2 ]                       |
| Вибір телевізійних критиків  |                                                             |                                                             |                             |                             |
| 2013                         | Найкраща акторка другого плану в мінісеріалі або телефільмі | Американська історія жаху: Притулок                         | Перемога                    | [ 3 ]                       |
| 2015                         | Найкраща акторка другого плану в мінісеріалі або телефільмі | Американська історія жаху: Шоу виродків                     | Перемога                    | [ 4 ]                       |
| 2016                         | Найкраща акторка другого плану в мінісеріалі або телефільмі | Американська історія жаху: Готель                           | Номінація                   | [ 5 ]                       |
| 2016 (2)                     | Найкраща акторка в мінісеріалі або телефільмі               | Американська історія злочинів: Народ проти О. Джея Сімпсона | Перемога                    | [ 6 ]                       |
| Critics' Choice Super Awards |                                                             |                                                             |                             |                             |
| 2021                         | Найкращий злодій у серіалі                                  | Сестра Ретчед                                               | Номінація                   | [ 7 ]                       |

### Золотий глобус
| Рік  | Категорія                                                                    | Робота                                                      | Результат | Ref.   |
| ---- | ---------------------------------------------------------------------------- | ----------------------------------------------------------- | --------- | ------ |
| 2007 | Найкраща жіноча роль другого плану в телесеріалі, мінісеріалі або телефільмі | Студія 60 на Сансет-Стрип                                   | Номінація | [ 8 ]  |
| 2013 | Найкраща жіноча роль другого плану в телесеріалі, мінісеріалі або телефільмі | Гра змінилася                                               | Номінація | [ 9 ]  |
| 2017 | Найкраща жіноча роль у мінісеріалі або телефільмі                            | Американська історія злочинів: Народ проти О. Джея Сімпсона | Перемога  | [ 10 ] |
| 2021 | Найкраща жіноча роль у телесеріалі — драма                                   | Сестра Ретчед                                               | Номінація | [ 11 ] |
| 2021 | Найкращий телесеріал — драма (як виконавчий продюсер)                        | Сестра Ретчед                                               | Номінація |        |

### Прайм-тайм премія «Еммі»
| Рік  | Категорія                                                       | Робота                                                      | Результат | Ref.   |
| ---- | --------------------------------------------------------------- | ----------------------------------------------------------- | --------- | ------ |
| 2012 | Найкраща жіноча роль другого плану в мінісеріалі або телефільмі | Гра змінилася                                               | Номінація | [ 12 ] |
| 2013 | Найкраща жіноча роль другого плану в мінісеріалі або телефільмі | Американська історія жаху: Притулок                         | Номінація | [ 13 ] |
| 2014 | Найкраща жіноча роль у мінісеріалі або телефільмі               | Американська історія жаху: Шабаш                            | Номінація | [ 14 ] |
| 2015 | Найкраща жіноча роль другого плану в мінісеріалі або телефільмі | Американська історія жаху: Шоу виродків                     | Номінація | [ 15 ] |
| 2016 | Найкраща жіноча роль другого плану в мінісеріалі або телефільмі | Американська історія жаху: Готель                           | Номінація | [ 16 ] |
| 2016 | Найкраща жіноча роль у мінісеріалі або телефільмі               | Американська історія злочинів: Народ проти О. Джея Сімпсона | Перемога  | [ 17 ] |
| 2018 | Найкраща жіноча роль у мінісеріалі або телефільмі               | Американська історія жаху: Культ                            | Номінація | [ 18 ] |
| 2022 | Найкраща жіноча роль у мінісеріалі або телефільмі               | Американська історія злочинів: Імпічмент                    | Номінація | [ 19 ] |

### Премія Гільдії кіноакторів США
| Рік  | Категорія                                         | Робота                                                      | Результат | Ref.   |
| ---- | ------------------------------------------------- | ----------------------------------------------------------- | --------- | ------ |
| 2014 | Найкращий акторський склад в ігровому кіно        | 12 років рабства                                            | Номінація | [ 20 ] |
| 2017 | Найкраща жіноча роль у мінісеріалі або телефільмі | Американська історія злочинів: Народ проти О. Джея Сімпсона | Перемога  | [ 21 ] |

## Різні нагороди

### Асоціація кінокритиків Північної Кароліни
| Рік  | Категорія                      | Робота           | Результат | Ref. |
| ---- | ------------------------------ | ---------------- | --------- | ---- |
| 2014 | Найкраща акторка другого плану | 12 років рабства | Номінація |      |

### Вибір народу
| Рік  | Категорія                               | Робота | Результат | Ref.   |
| ---- | --------------------------------------- | ------ | --------- | ------ |
| 2019 | Улюблена драматична кінозірка 2019 року | Скло   | Номінація | [ 22 ] |

### Голлівудська асоціація телевізійних критиків
| Рік  | Категорія                                                             | Робота                                   | Результат | Ref.   |
| ---- | --------------------------------------------------------------------- | ---------------------------------------- | --------- | ------ |
| 2021 | Найкраща акторка в стрімінговому серіалі, драма                       | Сестра Ретчед                            | Номінація |        |
| 2022 | Найкраща акторка в телевізійному/кабельному мінісеріалі або антології | Американська історія злочинів: Імпічмент | Перемога  | [ 23 ] |

### Готем
| Рік  | Категорія                  | Робота                   | Результат | Ref.   |
| ---- | -------------------------- | ------------------------ | --------- | ------ |
| 2011 | Найкращий акторський склад | Марта, Марсі Мей, Марлен | Номінація | [ 24 ] |

### Коло жінок-кінокритиків
| Рік  | Категорія                  | Робота | Результат | Ref. |
| ---- | -------------------------- | ------ | --------- | ---- |
| 2021 | Найгірша екранна мати року | Тікай  | Перемога  |      |

### Незалежний дух
| Рік  | Категорія              | Робота | Результат | Ref.   |
| ---- | ---------------------- | ------ | --------- | ------ |
| 2014 | Премія Роберта Олтмена | Мад    | Перемога  | [ 25 ] |

### Премія Асоціації телевізійних критиків
| Рік  | Категорія                        | Робота                                                      | Результат | Ref.   |
| ---- | -------------------------------- | ----------------------------------------------------------- | --------- | ------ |
| 2016 | Індивідуальні досягнення в драмі | Американська історія злочинів: Народ проти О. Джея Сімпсона | Перемога  | [ 26 ] |

### Сатурн
| Рік  | Категорія            | Робота                              | Результат | Ref.   |
| ---- | -------------------- | ----------------------------------- | --------- | ------ |
| 2013 | Найкраща телеакторка | Американська історія жаху: Притулок | Номінація | [ 27 ] |
| 2017 | Найкраща телеакторка | Американська історія жаху: Роенок   | Номінація | [ 28 ] |
| 2018 | Найкраща телеакторка | Американська історія жаху: Культ    | Номінація | [ 29 ] |

### Спілка кінокритиків Сіетла
| Рік  | Категорія        | Робота | Результат | Ref. |
| ---- | ---------------- | ------ | --------- | ---- |
| 2021 | Найкращий злодій | Тікай  | Номінація |      |

### Супутник
| Рік  | Категорія                                         | Робота                                                      | Результат | Ref.   |
| ---- | ------------------------------------------------- | ----------------------------------------------------------- | --------- | ------ |
| 2006 | Найкраща жіноча роль у серіалі — драма            | Студія 60 на Сансет-Стрип                                   | Номінація | [ 30 ] |
| 2012 | Найкраща жіноча роль другого плану — телебачення  | Гра змінилася                                               | Номінація | [ 31 ] |
| 2014 | Найкраща жіноча роль другого плану — телебачення  | Американська історія жаху: Шоу виродків                     | Перемога  | [ 32 ] |
| 2017 | Найкраща жіноча роль у мінісеріалі або телефільмі | Американська історія злочинів: Народ проти О. Джея Сімпсона | Перемога  | [ 33 ] |
| 2022 | Найкраща жіноча роль другого плану — телебачення  | Американська історія злочинів: Імпічмент                    | Номінація |        |

### Телевізійний фестиваль в Монте-Карло
| Рік  | Категорія                    | Робота                           | Результат | Ref. |
| ---- | ---------------------------- | -------------------------------- | --------- | ---- |
| 2014 | Найкраща акторка мінісеріалу | Американська історія жаху: Шабаш | Номінація |      |